# 表雌三醇
表雌三醇（或 epioestriol，商品名：Actriol、Arcagynil、Klimadoral，也称为16β-表雌三醇、16-表雌三醇、16β-羟基-17β-雌二醇），分子式C18H24O3，是一种弱的内源性的雌激素和雌三醇的16β-差相异构体。